# Frank Campeau
Frank Campeau (n. 14 decembrie 1864, Detroit, Michigan, SUA – d. 5 noiembrie 1943, Woodland Hills⁠(d), California, SUA) a fost un actor american.
Născut în Detroit, Michigan, A jucat în 93 de film mut între 1911 și 1940.
Frank a murit în Los Angeles, California.

## Filmografie selectivă
- The Wood Nymph (1916)
- The Heart of Texas Ryan (1917)
- A Modern Musketeer (1917)
- Headin' South (1918)
- Mr. Fix-It (1918)
- Say! Young Fellow (1918)
- The Light of Western Stars (1918)
- Arizona (1918)
- His Majesty, the American (1919)
- When the Clouds Roll by (1919)
- The Mollycoddle (1920) (necreditat)
- Life of the Party (1920)
- The Kid (1921)
- The Isle of Lost Ships (1923)
- To the Last Man (1923)
- North of Hudson Bay (1923)
- Hoodman Blind (1923)
- The Alaskan (1924)
- The Man from Red Gulch (1925)
- The Frontier Trail (1926)
- 3 Bad Men (1926)
- Let It Rain (1927)
- The First Auto (1927)
- Abraham Lincoln (1930)
- Fighting Caravans (1931)
- Empty Saddles (1936)